# Sniper Elite: Nazi Zombie Army
Sniper Elite: Nazi Zombie Army – komputerowa gra akcji z perspektywy trzeciej osoby wyprodukowana przez brytyjskie studio Rebellion i wydana 28 lutego 2013 roku na PC.

## Fabuła
Akcja gry rozgrywa się w Berlinie pod koniec II wojny światowej. Wiedzący o nadchodzącej porażce, zdesperowany Adolf Hitler zwraca się ku mrocznym rytuałom, które zmieniają większość mieszkańców Niemiec w żywe trupy. Ocalali żołnierze amerykańscy, niemieccy oraz radzieccy muszą połączyć siły, aby zwiększyć swoje szanse na przetrwanie.

## Rozgrywka
Gracz może walczyć z nieumarłymi, okultystycznymi dowódcami, martwymi snajperami potrafiącymi skakać pomiędzy dachami budynków oraz ożywionymi samobójczymi żołnierzami piechoty.
Trafione przez kule ciała przeciwników są prześwietlane przez rentgen.
W grze zawarty został tryb gry wieloosobowej umożliwiający grę przez Internet, w którym może uczestniczyć do czterech osób.